# Sendero Luminoso
Sendero Luminoso (SL; nome ufficiale completo Partito Comunista del Perù sul sentiero luminoso di Mariátegui, PCP-SL) è un'organizzazione guerrigliera peruviana d'ispirazione maoista (con connessioni ideologiche rimandabili ai guerriglieri dell'Armata Rossa cinese creata da Mao Tse Tung nel 1934, alle Guardie Rosse cinesi e alla Grande Rivoluzione Culturale) fondata fra il 1969 e il 1970 da Abimael Guzmán a seguito di una scissione dal Partido Comunista del Perú - Bandera Roja (PCP-BR).
Si propone di sovvertire il sistema politico peruviano e di instaurare il socialismo attraverso la lotta armata. In passato godette di un discreto appoggio presso una parte della popolazione meno abbiente per la quale SL aveva istituito una rete di aiuti sociali. Sendero Luminoso è ritenuto responsabile, secondo le stime più basse, di 18.700 omicidi durante la guerra civile peruviana contro il governo, di crimini contro l'umanità e terrorismo. La guerra causata da Sendero ha fatto tra le 48.000 e 69.000 vittime in totale. I principali leader catturati di Sendero Luminoso sono stati anch'essi condannati, anche dopo la restaurazione della democrazia, a lunghe pene detentive ed ergastoli per omicidi, atti terroristici, sequestri, torture, uso di schiavitù.
Fu duramente colpito e ridimensionato durante la dittatura di Alberto Fujimori, egli stesso accusato di crimini e omicidi dopo la fine del suo governo.

## Storia
Fu formato da un gruppo di professori e studenti dell'Università di Huamanga, nell'Ayacucho, una delle regioni andine più depresse e dimenticate. Solo uno dei principali leader di Sentiero Luminoso, il fisico Julio César Mezzich, aveva una qualche esperienza di combattimento nell'invasione della Andahuaylas. Tra le prime reclute di Sentiero Luminoso vi furono diversi insegnanti e studenti provenienti dalle aree rurali della regione. Malgrado la provenienza geografica e l'estrazione sociale dei suoi membri, l'ideologia di Sentiero Luminoso è scarsamente caratterizzata da problematiche tipicamente andine e, a parte il nome, condivideva poco o nulla dell'approccio di José Carlos Mariátegui. L'ideologia del partito traeva la sua origine nell'interpretazione del pensiero di Mao Tse-tung.
L'abbandono da parte dello Stato di alcune zone rurali favorisce l'insediamento del partito. Nel giugno 1979, le manifestazioni per l'istruzione gratuita sono state duramente represse dall'esercito: secondo i dati ufficiali, 18 persone sono state uccise, ma le stime non governative suggeriscono diverse decine di morti. Questo evento ha portato ad una radicalizzazione delle proteste politiche nelle campagne e alla fine ha portato allo scoppio della lotta armata. Dopo l'inizio di questa lotta armata, le nuove reclute di Sendero Luminoso sono generalmente contadini con poca politicizzazione piuttosto che attivisti che sono realmente politicizzati.
Dopo una fase iniziale fatta soltanto di azioni simboliche e attacchi alla proprietà, come impiccare cani e incendiare antenne elettriche, nel maggio 1981 Sentiero Luminoso lanciò la sua prima azione militare a Chuschi, nella Regione di Ayacucho, rapidamente seguita da molte altre sempre nella stessa regione. In questa fase ottenne un certo supporto dalle comunità quechua. Uccise senza pietà, ma fino ad allora le vittime erano principalmente persone impopolari come proprietari terrieri, poliziotti e altri sfruttatori locali. Riuscirono facilmente a reclutare tra i giovani delle comunità rurali, specialmente studenti. Ma già a partire dal 1982 le comunità locali iniziarono a prendere le distanze dall'autoritarismo di Sentiero Luminoso. Nel dicembre 1982 gli attacchi di Sendero Luminoso causarono una forte reazione di repressione da parte dell'esercito e della polizia; iniziò uno dei periodi più sanguinosi della storia del Perù.
I civili si trovarono sempre più coinvolti dagli scontri armati tra Sentiero Luminoso e lo Stato peruviano. Se non soddisfacevano le richieste dell'esercito erano trattati come terroristi e spesso spazzati via in terribili massacri. Se non aiutavano, o semplicemente non si sottomettevano a Sentiero Luminoso, venivano accusati di essere soplones e correvano il rischio di rappresaglie dall'altro lato. Questa situazione fu particolarmente brutale fino al 1985: in soli due anni furono uccise 5567 persone, 96% delle quali civili. A partire dal 1985 l'esercito sviluppò uno stile di repressione più selettivo, evitando le carneficine precedenti. Sentiero Luminoso, dal canto suo, si espanse anche nella capitale, Lima, nel dipartimento di Junin e Puno.
Nel 1986, i prigionieri di Sendero rinchiusi nelle carceri organizzarono una serie di scioperi che sfoceranno in una sanguinaria repressione da parte dell'esercito, che si conclude con l'uccisione in tre istituti di pena di 264 senderisti. L'eccidio, avvenuto proprio nel mezzo di un tentativo già debole da parte del governo di Alan García di instaurare una trattativa con il gruppo maoista, porta Sendero Luminoso a lasciare i negoziati e radicalizzare la lotta, che da lì in poi diventerà ancora più cruenta.
Nel 1989 la guerriglia si estese ad interessare gran parte del territorio peruviano. Sebbene trovasse ispirazione nella dottrina maoista che insegnava come la lotta armata si sarebbe dovuta trasferire ed estendere dalle campagne alle città, Sendero Luminoso non compì mai attacchi diretti contro lo Stato peruviano e non si configurò mai come un esercito regolare che si opponesse direttamente alle istituzioni. Le sue azioni furono per lo più attacchi ad obiettivi strategici (principalmente a distaccamenti del Governo centrale nelle zone andine), oppure attentati tramite auto-bomba.
Il 9 agosto 1991 nelle vicinanze di Santa vengono uccisi i sacerdoti polacchi Michał Tomaszek e Zbigniew Strzalkowski, il 25 agosto viene ucciso don Alessandro Dordi, beatificati tutti “in odium fidei”.
Il 1º ottobre 1992 un drappello del movimento uccise l'italiano Giulio Rocca, volontario dell'Operazione Mato Grosso, in quanto accusato, con le opere di volontariato, di "addormentate le coscienze dei poveri".
Nello stesso periodo gravissimi fatti di sangue accadono a spese di Sendero Luminoso. Il 16 luglio 1992, pochi mesi dopo l'autogolpe di Alberto Fujimori e nel bel mezzo di un'offensiva dell'organizzazione senza precedenti, Sendero Luminoso compie quello che da molti è considerato come uno degli attentati più cruenti del gruppo, con l'esplosione di un'autobomba nel quartiere Miraflores della capitale Lima, causando la morte di 25 persone e il ferimento di oltre 200. Dopo la cattura del suo massimo esponente, Abimael Guzmán, avvenuta nel settembre del 1992, le azioni di guerriglia sono diminuite notevolmente.
Una frangia di Gesuiti, nella persona di Michael Campbell-Johnson, si è occupata comunque di fornire fondi al gruppo ribelle Nell'ottobre del 1993 Abimael Guzmán propose al governo Fujimori un accordo di pace che avrebbe posto fine alla sollevazione armata. La proposta provocò una scissione interna a Sendero Luminoso, fra i sostenitori del dialogo e i sostenitori a oltranza della lotta armata. Questa ultima frangia era guidata da Óscar Ramírez Durand, meglio noto come il compagno Feliciano, che guidò il gruppo dopo la cattura di Guzmán rifiutando ogni forma di dialogo con le autorità peruviane, fino al suo arresto avvenuto nel 1998.

## La cattura di Guzmán
Il 12 settembre 1992, Abimael Guzmán Reynoso, principale capo di Sendero Luminoso fu catturato dal GEIN, il Gruppo Speciale di Intelligence della polizia peruviana, in una casa del distretto di Surquillo nella città di Lima, assieme a quattro donne. Una di esse era Elena Iparraguirre, la sua seconda moglie. Le altre erano Laura Zambrano Padilla, María Pantoja e Maritza Garrido Lecca, una ballerina. La cattura avvenne dopo mesi di inseguimenti e appostamenti. Ispettori della polizia travestiti perfino da spazzini permisero di avere certezza dell'ubicazione di Guzmán e della sua condizione di salute. All'interno dell'abitazione furono infatti trovate varie medicine per il trattamento della psoriasi, malattia di cui soffriva Guzmán. Dopo quella cattura, le forze dell'ordine riuscirono ad arrestare varie altre figure principali dell'organizzazione terroristica segnando la fine dell'organizzazione, che nel frattempo subì numerose sconfitte militari.

## La nuova Sendero Luminoso

Aree del Perù in cui fu attivo Sentiero Luminoso

Nonostante l'organizzazione sia stata fortemente indebolita in seguito alla repressione degli anni novanta attuata dal governo presieduto da Alberto Fujimori, nel corso degli ultimi anni Sendero Luminoso ha continuato a far sentire la sua presenza nella storia recente del Perù, attraverso diverse azioni. Il 21 marzo 2002 un'autobomba viene fatta esplodere davanti all'entrata dell'Ambasciata degli Stati Uniti d'America a Lima, poco prima della visita di George W. Bush, provocando la morte di 9 persone e il ferimento di altre 30. L'attentato è stato attribuito dal governo all'organizzazione maoista, anche se Sendero Luminoso non ha mai rivendicato direttamente questa azione. Il 9 giugno 2003, un gruppo di Sendero Luminoso attacca un campo nella regione di Ayacucho, prendendo in ostaggio 68 impiegati della compagnia argentina Techint assieme a tre guardie che verranno rilasciati due giorni dopo in seguito alla risposta militare del governo di Lima.
Dopo una serie di piccoli scontri con l'esercito e atti di sabotaggio, il 10 ottobre 2008 Sendero Luminoso è tornata prepotentemente alla ribalta con un attacco a una colonna militare che ha causato 19 morti. Le autorità hanno immediatamente accusato l'organizzazione, che oggi, secondo le autorità, avrebbe stretto alleanze con il narcotraffico. "Sendero Luminoso" ha da parte sua rivendicato l'azione tramite il gruppo 'Base Mantaro Rojo'. Il comandante Walker così ha indicato il perché dell'azione:
Il 16 novembre 2008 la guerriglia di Sendero Luminoso è poi tornata a colpire nella località andina di Luricocha, uccidendo tre poliziotti, proprio alla vigilia del vertice Apec.
Nei recenti anni in cui l'organizzazione è stata ritenuta sconfitta dalle autorità peruviane, la dirigenza di Sendero Luminoso ha attuato una nuova strategia, a partire dal finanziamento attraverso il narcotraffico, cosa questa che ha permesso un veloce riarmo e, stando ad alcune recenti informazioni, anche a un arruolamento di nuovi militanti, che ne hanno fortemente aumentato le file, anche se non a livello di anni fa. A questo proposito il governo peruviano del presidente Alan García ha coniato per le nuove frange del gruppo il termine di "narcoterroristi", subito ripreso dai maggiori mass media, soprattutto per delegittimarne i proclami politici.
L'attuale leader politico di Sendero è Víctor Quispe Palomino, noto come compagno José, il quale ha dichiarato in una recente intervista che sia Guzmán che Durand non sono stati capaci di guidare la guerra popolare, sottolineando che Sendero Luminoso ha ormai una sua propria forza rivoluzionaria e una sua dirigenza indipendente che niente ha a che fare con la precedente incarnazione guidata da Guzmán. Il gruppo rimane attivo nelle zone del Vrae (Valle dei fiumi Apurímac ed Ene) e nei pressi di Ayacucho, anche se l'intento di Palomino è di estendere nuovamente la guerra popolare a tutto il paese.

## Accuse
Il gruppo è stato accusato dalla giustizia e dai governi peruviani di numerosi crimini che hanno causato direttamente o indirettamente 69.000 morti nella guerra civile tra il 1980 e il 2000, tra cui strage, migliaia di omicidi di civili, esecuzioni extragiudiziali di oppositori e nemici tramite arma da fuoco, decapitazione di massa, lapidazione, bollitura a morte, tortura, atti terroristici, sequestri, attentati dinamitardi, utilizzo di bambini soldato, utilizzo di manodopera in stato di schiavitù e traffico di droga.
Secondo la Commissione per la Verità e la Riconciliazione varata dopo la fine della dittatura fujimorista ha contato un totale di 69.280 vittime e persone scomparse, di cui Sendero sarebbe responsabile per la morte di circa la metà delle vittime, tra 31.331 e 37.840 persone. Uno studio del 2019 ha ridimensionato le vittime della guerra civile peruviana, in circa 48.000, "sostanzialmente inferiore alla stima del CVR". A Sendero Luminoso sono attribuiti circa 18.700 omicidi e vittime in scontri concludendo che "lo Stato peruviano ha una quota significativamente maggiore di responsabilità rispetto a Sendero Luminoso" nel numero di omicidi commessi durante questo conflitto, con circa 28.000 vittime tra civili e guerriglieri. Il presidente Fujimori è stato direttamente o indirettamente processato per un centinaio di essi.

## Le azioni più recenti

### 2009
Nel 2009, un filmato trasmesso in esclusiva da un'emittente televisiva peruviana, ha mostrato l'arruolamento e l'indottrinamento di bambini nelle file di Sendero Luminoso. Il filmato in questione ha scatenato l'immediata condanna dell'UNICEF.
Nel giugno 2009, dopo settimane di frequenti attacchi da parte delle rimanenti frange dell'organizzazione, il ministero della difesa peruviano ha offerto una ricompensa tra i 100.000 e i 166.000 dollari per la cattura dei rimanenti capi di Sendero Luminoso.
Due mesi dopo, una cinquantina di guerriglieri di Sendero Luminoso ha attaccato la base della Dinoes (Direzione nazionale operazioni speciali della Polizia) a San José de Secce, uccidendo cinque persone e lanciando un forte messaggio al governo di Lima.
Nel settembre 2009, vi è stato un aumento di fatti di sangue legati alla guerriglia maoista, tra cui l'uccisione di quattro militari delle forze armate peruviane e l'abbattimento di un elicottero, oltre a vere e proprie efferate esecuzioni avvenute nella zona di Aucayacu. In seguito a queste azioni, dal carcere dov'è rinchiuso, Abimael Guzmán ha smentito che questo gruppo abbia qualcosa a che fare con la vecchia organizzazione di Sendero Luminoso da lui guidata, accusandone i componenti di essere soltanto dei mercenari con interessi privati.
Nell'ottobre del 2009, altri attacchi di Sendero provocano la morte di un soldato e il ferimento di altri otto, mentre l'organizzazione continua il proselitismo quasi a voler confermare il suo nuovo radicamento sul territorio e aumentando di conseguenza la preoccupazione delle autorità governative.
A novembre, il governo peruviano, in seguito all'intensificarsi delle azioni militari dell'organizzazione maoista, che hanno causato altre perdite tra le file dell'esercito, ha deciso di alzare la ricompensa per la cattura degli attuali dirigenti di Sendero Luminoso a un milione di soles (300.000 dollari americani). Nel gennaio 2010, Artemio ha annunciato la sospensione delle operazioni militari della sua fazione di Sendero Luminoso, avvertendo però le autorità che se attaccati risponderanno. L'annuncio arriva dopo una sequela di arresti di numerosi militanti della fazione guidata da Artemio, a differenza di quella di José, che si starebbe invece rafforzando con un nuovo vertice politico e militare e con sempre più azioni di propaganda sul territorio.
Un mese dopo, l'organizzazione ha diffuso un nuovo comunicato tramite il quale chiede ai propri militanti di resistere al tentativo di attacco e disarticolazione del gruppo da parte della polizia e dell'esercito, minacciando risposte colpo su colpo. Il messaggio è stato firmato dal compagno Netzel, capo militare della Base Mantaro Rojo.

### 2010
Nel mese di aprile, Sendero è tornata nuovamente a colpire in maniera molto forte, attaccando un centinaio di lavoratori per l'eradicazione delle piantagioni di cocaina e alcuni poliziotti, uccidendo un agente e due civili. Pochi giorni dopo, una colonna pesantemente armata dell'organizzazione maoista, ha attaccato una base militare dell'antiterrorismo, uccidendo un soldato e ferendone gravemente altri quattro.
Nell'ottobre 2010, la polizia e l'esercito catturano Edgar Meja, conosciuto come "Compagno Izula", un alto esponente dell'organizzazione e braccio destro di Artemio nonché autore dell'uccisione di numerosi poliziotti. L'arresto è avvenuto dopo uno scontro a fuoco in cui hanno perso la vita due guerriglieri.

### 2012
Per rispondere alle azioni sempre più frequenti della guerriglia senderista, il governo peruviano di Ollanta Humala ha istituito una speciale sezione antiterrorismo sul modello colombiano, che negli ultimi anni ha inferto grossi colpi alle FARC-EP. Obiettivo della nuova sezione, composta da battaglioni dell'intelligence e dell'esercito peruviano, è attuare una strategia di controguerriglia per catturare e/o eliminare definitivamente la struttura di comando di Sendero Luminoso. Il 16 febbraio 2012, pochi giorni dopo la cattura di Artemio, una colonna di Sendero Luminoso uccide un capitano dell'esercito, facente parte di una sezione dell'antiterrorismo, durante uno scontro a fuoco nella Valle del Rio Apurímac-Ene (VRAE). Il 9 aprile 2012 alcune decine di operai della multinazionale italo-argentina Techint vengono rapiti da un gruppo armato di Sendero Luminoso composto da una trentina di guerriglieri, tra cui alcuni minorenni. Il gruppo chiede per la liberazione degli ostaggi un riscatto di dieci milioni di dollari, e durante le ricerche delle forze dell'ordine un elicottero della polizia viene colpito dai senderisti, causando la morte di un agente e il ferimento di altri tre, spingendo il governo di Ollanta Humala a dichiarare lo stato di emergenza per 60 giorni. Il 16 agosto 2012 una colonna armata dell'organizzazione sferra un violento attacco contro la base militare di Mazangaro, nella provincia di Satipo, uccidendo cinque militari dell'esercito peruviano, in quella che verrà poi valutata come una rappresaglia di Sendero per l'arresto di un loro militante qualche giorno prima.

## Le fazioni di Sendero Luminoso
Attualmente in Perù, secondo quanto dichiarato recentemente da Antonio Ketín Vidal, ex capo della Direzione nazionale contro il terrorismo, opererebbero tre distinte fazioni dell'organizzazione maoista. La prima, detta "Accordista", ha base direttamente nella capitale Lima all'interno delle università dove fa proselitismo per avere nuovi militanti. Composta da seguaci di Guzmán, non punterebbe più a propagandare la lotta armata ma solamente a organizzare iniziative di solidarietà con i militanti incarcerati, incluso il vecchio leader, e a integrare il rimanente del gruppo nella lotta politica legalizzata.
La seconda fazione si troverebbe nella zona della Huallaga dove avrebbe come leader il compagno Artemio, mentre la terza sarebbe quella guidata da Victor Quispe Palomino, noto come Compagno José, denominata "Proseguir" e fautrice degli ultimi recenti attacchi nel paese.
Mentre non vi è alcun collegamento tra la prima e le altre due fazioni, queste ultime sono di fatto facenti parte dell'attuale Sendero Luminoso. A dividerle sarebbe solo un diverso progetto politico/militare che vedrebbe Artemio sostenere che una soluzione politica alla guerra ormai ventennale si può trovare solo con la lotta armata, mentre José è fautore della continuazione senza fine della "guerra popolare" e senza alcuna soluzione politica con il governo di Lima.
Nel novembre 2009, attraverso YouTube, la fazione dell'organizzazione fedele a Guzmán, ha dichiarato la fine della guerra popolare, reclamando carta bianca per partecipare alla vita politica del paese.
Nel marzo 2010, a sottolineare le distanze tra la fazione di José e quella di Artemio, vengono diffusi anche numerosi volantini in cui gli uomini di quest'ultimo accusano il gruppo di José di essere composto da "una banda di mercenari, anti-maoisti, anti-rivoluzionari e rinnegati", chiedendo al governo peruviano la fine delle incarcerazioni e l'attuazione di una soluzione politica al conflitto. Con la cattura, il 12 febbraio 2012, di Artemio, viene messa la parola fine a quello che era il vertice storico dell'organizzazione. Secondo alcuni analisti, con la cattura di Artemio, la fazione di José potrebbe cercare di allargare la sua sfera di influenza nella zona della Huallaga e integrare i militanti e i luogotenenti di Artemio, una possibilità che preoccupa fortemente il governo peruviano, vista la forza militare del gruppo operante nel VRAE.
Il 20 Luglio 2020 un commando di Sendero ha ucciso nel corso di uno scontro a fuoco un soldato dell'esercito peruviano, che ha risposto uccidendo tre militanti dell'organizzazione.
Guzmán è morto l'11 settembre 2021, a 86 anni.